# Quiet Riot 10
Quiet Riot 10 es el duodécimo álbum de estudio de la banda de rock estadounidense Quiet Riot, publicado el 27 de junio de 2014. Es el primer álbum de estudio de la banda publicado luego de la muerte del cantante Kevin DuBrow en noviembre de 2007. Las últimas cuatro canciones en Quiet Riot 10 son versiones en vivo tomadas de las últimas presentaciones de la banda con DuBrow en 2007. El vocalista Jizzy Pearl se unió a la agrupación en noviembre de 2013 y fue el encargado de aportar la voz en las seis canciones restantes del disco.

## Lista de canciones
1. "Rock in Peace" (4:00)
2. "Bang for Your Buck" (3:52)
3. "Backside of Water" (4:18)
4. "Back on You" (3:24)
5. "Band Down" (3:17)
6. "Dogbone Alley" (4:29)
7. "Put Up or Shut Up" (4:18)
8. "Free" (4:05)
9. "South of Heaven" (5:25)
10. "Rock 'n' Roll Medley" (9:22)

## Créditos

### Quiet Riot
- Jizzy Pearl - voz (en estudio)
- Alex Grossi - guitarra
- Chuck Wright - bajo en Band Down, Dogbone Alley y en las pistas en vivo
- Frankie Banali - batería

### Personal adicional
- Kevin DuBrow - voz (en vivo)
- Rudy Sarzo - bajo en Bang for Your Buck y Backside of Water
- Tony Franklin – bajo en Rock In Peace y Back On You